# Gyrostemon ramulosus

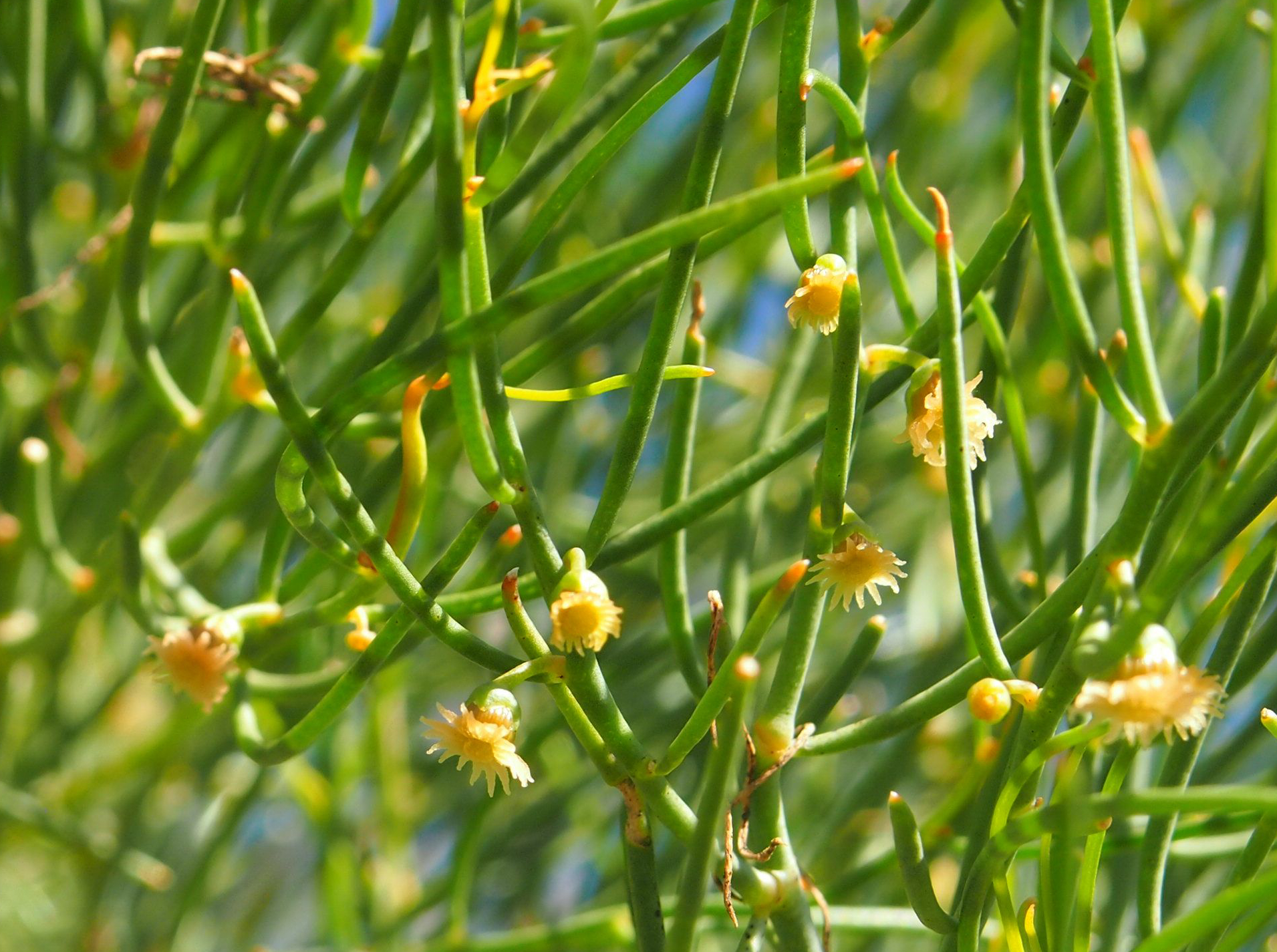
Spleť úzkých listů a květů

Gyrostemon ramulosus je endemická rostlina rostoucí v suchých oblastech Austrálie, která přísluší do čeledi Gyrostemonaceae.

## Výskyt
Tato teplomilná a suchomilná rostlina se nachází pouze na Australském kontinentu a to ve spolkových státech Queensland a Západní a Jižní Austrálie. Lokálně se může vyskytovat hojně, ale téměř výhradně v suchých oblastech na pobřežních nebo vnitrozemních písčitých dunách.

## Popis
Dvoudomá rostlina vyrůstá buď ve tvaru keře do 0,5 m nebo nízkého stromu do výšky 5 m, kůra starších stromů se postupně stává korkovitou. Mladé větve jsou pružné, rostou metlovitě a mají zelenou barvu. Střídavé listy bez řapíků jsou štíhlé, asi 1 cm široké a mohou dosahovat délky až 7 cm.
Světle žluté nebo bílé drobné květy jsou jednopohlavné. Samčí ani samičí nemají koruny a jejich kalichy se 4 lístky mají zřetelné laloky. Samčí jsou jen 4 až 5 mm velké, ale obsahují veliký počet tyčinek. Samičí květy jsou na stopkách až 7 mm dlouhých a mají velký počet plodolistů se synkarpními pestíky. Opylovány jsou hlavně větrem. Pukavé plody jsou téměř kulovité, asi 5 mm velké.

## Poznámka
Pokusy bylo zjištěno, že úspěšným stimulátorem pro vyklíčení semen Gyrostemon ramulosus zapadlých do půdy je stepní požár, ale klíčení nastává zhruba až za rok po požáru.

## Využití
Xerofyt Gyrostemon ramulosus nemá praktického využití.